# Dicranomyia gentilis
Dicranomyia gentilis är en tvåvingeart som först beskrevs av Alexander 1950.  Dicranomyia gentilis ingår i släktet Dicranomyia och familjen småharkrankar. Inga underarter finns listade i Catalogue of Life.